# Klattia
Klattia es un género de plantas atípico ya que incluye plantas arbustivas y leñosas dentro de una familia que característicamente contiene plantas herbáceas, como es Iridaceae. Junto con los géneros relacionados Witsenia y Nivenia forma un grupo de plantas conocidas como "Iridáceas leñosas". Klattia está conformado por solo tres  especies oriundas de África del Sur. 